# Citarum
Citarum nebo také Ci Tarum je řeka na ostrově Jáva v Indonésii, dlouhá 297 km. Pramení v horách nedaleko Bandungu a vlévá se do Jávského moře, největším městem na řece je Karawang. Významnými přítoky jsou Cikapundung a Cibeet. Okolo řeky vládne tropické monzunové podnebí s průměrnými ročními srážkami 2646 mm. Oblast patří ke kolébkám místní civilizace, již před naším letopočtem zde existovala bunijská kultura. Název je odvozen od domorodého výrazu „tarum“, označujícího indigovník. V povodí řeky žije okolo pěti milionů lidí, pěstuje se rýže, k výrobě elektrické energie slouží přehrady Jatiluhur, Cirata a Saguling. 

## Znečištění a revitalizace
Rozvoj textilního průmyslu v oblasti vede k tomu, že Citarum patří mezi nejznečištěnější řeky na světě, s vysokým obsahem rtuti, arsenu a dalších škodlivých látek, vymizely původní druhy ryb jako palang vroubený. Od roku 2008 financuje Asijská rozvojová banka projekt na revitalizaci toku. Tato revitalizace se příliš nedařila a proto indonéská vláda v roce 2018 spustila další revitalizační program nazvaný v překladu "voňavé Citarum", jehož plánem bylo obnovit čistotu řeky do roku 2025. Program však opět nebyl příliš úspěšný a i na začátku roku 2025 je Citarum považováno za jednu z nejznečištěněších řek světa a symbol nezvládání environmentálních problémů.

## Galerie

Řeka na konci 19. století
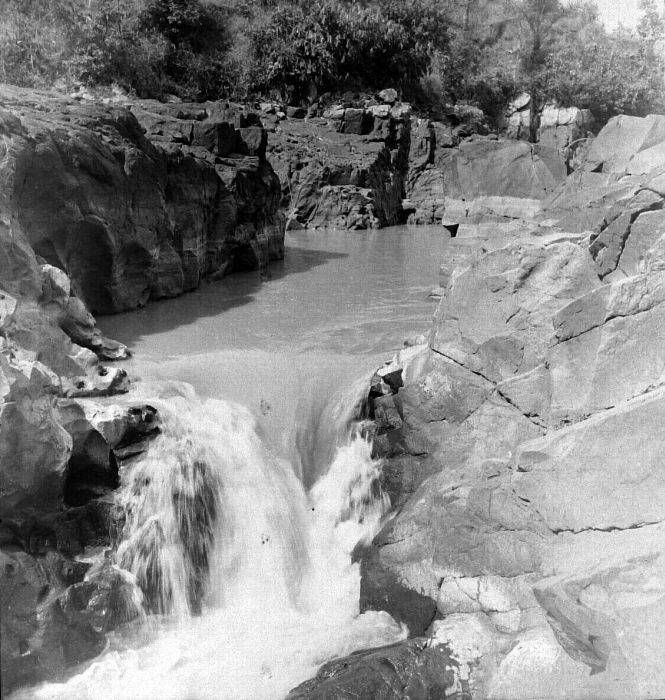
Vodopád na řece (1949)
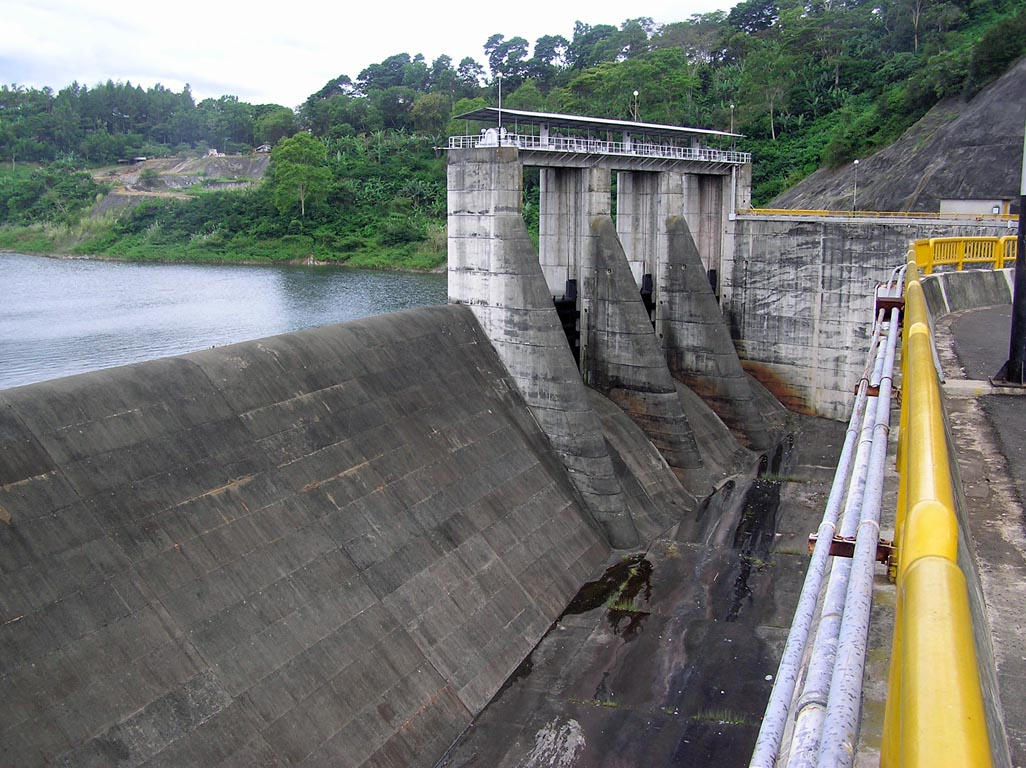
Přehrada Saguling
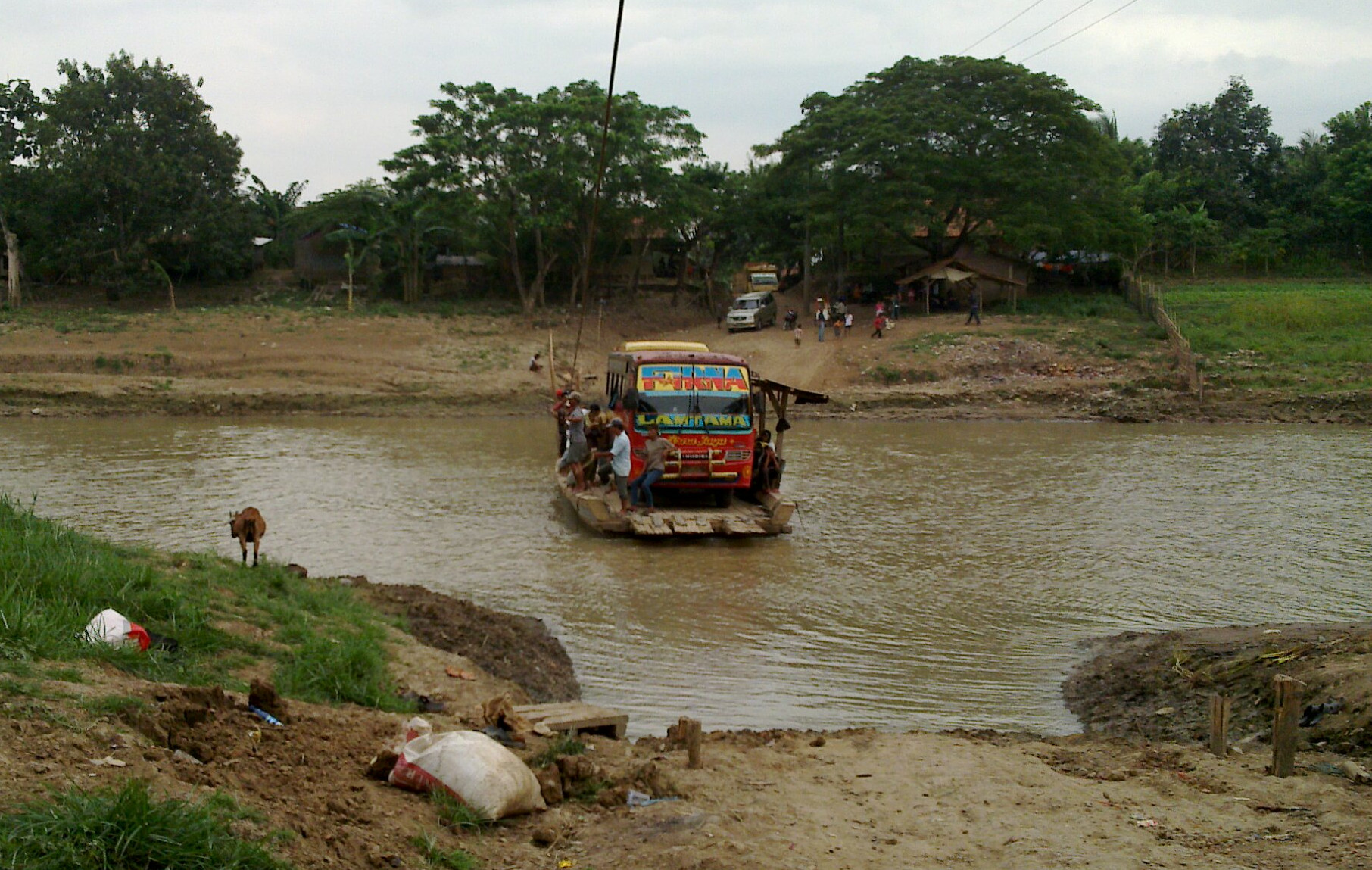
Přívoz blízko Karawangu